# Shad (rapper)
Shad, noto anche come Shad K., pseudonimo di Shadrach Kabongo (Kenya, 18 luglio 1982), è un rapper canadese.

## Biografia
Nato in Kenya da genitori del Ruanda, è cresciuto a London. Ha debuttato nel 2005 con When This Is Over (autoproduzione). Nel 2007 ha firmato per la Black Box Recordings, che ha pubblicato il suo secondo album The Old Prince, entrato nella "short-list" dei finalisti per il Polaris Music Prize. Anche nel 2010, con il successivo album, ha ricevuto la nomination al premio. Ha vinto il Juno Awards nel 2011 (registrazione rap dell'anno).
Nel 2013 pubblica un EP collaborativo con Skratch Bastid. Il quarto album personale esce nell'ottobre 2013.

## Discografia
Album studio
- 2005 - When This Is Over
- 2007 - The Old Prince
- 2010 - TSOL
- 2013 - Flying Colours

EP
- 2011 - Two Songs con Dallas Green
- 2012 - Melancholy and the Infinite Shadness
- 2013 - The Spring Up con Skratch Bastid